# Dési Bouterse
Dési Bouterse   (Domburg, 13 d'octubre de 1945 - Surinam, 23 de desembre de 2024) va ser un polític del Surinam.

## Biografia
Va néixer el 13 d'octubre de 1945, en el petit caseriu de Domburg, a l'estat de Wanica, i va començar a treballar a l'exèrcit, com a instructor esportiu. Va encapçalar un cop d'estat el 1980 conegut com el «cop dels sergents», en el qual va derrocar Johan Ferrier, el primer president de Surinam i que havia estat elegit a les urnes. Després d'això es va convertir en el cap de govern de facto a 1980 i una altra vegada el 1982. Pertanyia al Partit Nacional Democràtic (PND).
El 1990 va derrocar, juntament amb Ivan Graanoogst i Roy Horb, el president Ramsewak Shankar. El 1999 va ser acusat pel govern neerlandès de ser culpable per l'assassinat de 15 persones al desembre de 1982, un fet conegut com «els assassinats de desembre», així com per tràfic de cocaïna. La consegüent ordre de captura internacional en contra li impedí sortir del país. Al Surinam, no obstant això, no va ser condemnat. A les eleccions del 25 de maig de 2010 s'hi va presentar amb el seu partit, el PND, i va obtenir la victòria amb 23 dels 50 escons (el membre 51è del parlament va ser Ronald Venetiaan atès que el càrrec com a president no pot combinar-se amb la funció de parlamentari), i el 12 d'agost de 2010 va assumir la presidència del seu país.